# Megachile integra
Megachile integra är en biart som beskrevs av Cresson 1878. Megachile integra ingår i släktet tapetserarbin, och familjen buksamlarbin. Inga underarter finns listade i Catalogue of Life.